# Fontarcada
Fontarcada (oficialmente, Fonte Arcada) é uma antiga freguesia portuguesa do município de Póvoa de Lanhoso, com 6,06 km² de área e 1 273 habitantes (2011). A sua densidade populacional era 210,1 hab/km².
Até ao início do século XIX constituiu o couto de Fonte Arcada. Tinha, em 1801, 1 083 habitantes.
A freguesia foi extinta (agregada) pela reorganização administrativa de 2012/2013, sendo o seu território integrado na freguesia de Fonte Arcada e Oliveira.

## População
| População da freguesia de Fonte Arcada (1864 – 2011) | População da freguesia de Fonte Arcada (1864 – 2011) | População da freguesia de Fonte Arcada (1864 – 2011) | População da freguesia de Fonte Arcada (1864 – 2011) | População da freguesia de Fonte Arcada (1864 – 2011) | População da freguesia de Fonte Arcada (1864 – 2011) | População da freguesia de Fonte Arcada (1864 – 2011) | População da freguesia de Fonte Arcada (1864 – 2011) | População da freguesia de Fonte Arcada (1864 – 2011) | População da freguesia de Fonte Arcada (1864 – 2011) | População da freguesia de Fonte Arcada (1864 – 2011) | População da freguesia de Fonte Arcada (1864 – 2011) | População da freguesia de Fonte Arcada (1864 – 2011) | População da freguesia de Fonte Arcada (1864 – 2011) | População da freguesia de Fonte Arcada (1864 – 2011) |
| ---------------------------------------------------- | ---------------------------------------------------- | ---------------------------------------------------- | ---------------------------------------------------- | ---------------------------------------------------- | ---------------------------------------------------- | ---------------------------------------------------- | ---------------------------------------------------- | ---------------------------------------------------- | ---------------------------------------------------- | ---------------------------------------------------- | ---------------------------------------------------- | ---------------------------------------------------- | ---------------------------------------------------- | ---------------------------------------------------- |
| 1864                                                 | 1878                                                 | 1890                                                 | 1900                                                 | 1911                                                 | 1920                                                 | 1930                                                 | 1940                                                 | 1950                                                 | 1960                                                 | 1970                                                 | 1981                                                 | 1991                                                 | 2001                                                 | 2011                                                 |
| 1 748                                                | 1 737                                                | 1 761                                                | 1 811                                                | 1 993                                                | 1 901                                                | 1 510                                                | 1 237                                                | 1 334                                                | 1 379                                                | 1 325                                                | 1 248                                                | 1 252                                                | 1 362                                                | 1 273                                                |

Pelo decreto nº 18.686, de 23/07/1930 foram desanexados lugares desta freguesia para constituir a freguesia de Póvoa de Lanhoso

## Património
- Igreja de Fontarcada, no Lugar do Mosteiro